# Die Sendung Moses
Die Sendung Moses ist ein Aufsatz von Friedrich Schiller, der erstmals 1790 im zehnten Heft der Zeitschrift Thalia erschien und auf einer im Jahr zuvor an der Universität in Jena gehaltenen Vorlesung des Freimaurers Carl Leonhard Reinhold beruht. Darin beschreibt er die Entstehung des Judentums im Hinblick auf die Gottesvorstellung. Aufgrund ihrer Nachwirkung unter anderem auf Ludwig van Beethoven und Sigmund Freud, bezeichnet Jörg Robert die Schrift als einer seiner wirkungsvollsten theoretischen Schriften. Das Werk steht im Kontext eines europaweiten Antisemitismusdiskurses, an dem Schiller hiermit Anteil nimmt. Es handelt sich um das einzige Werk Schillers, in dem das Judentum eine nennenswerte Rolle spielt.

## Inhalt

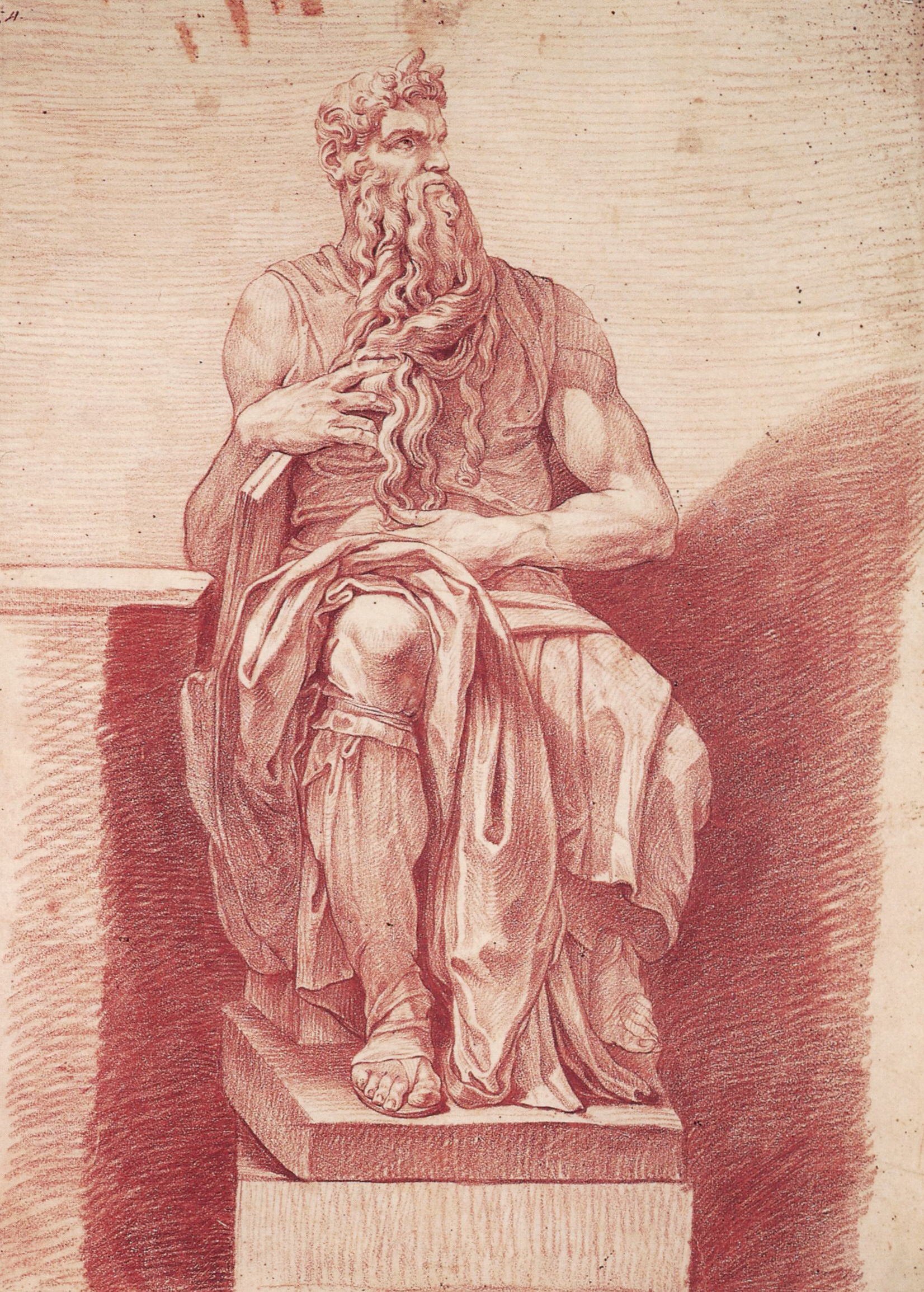
Peter Anton von Verschaffelt:
Mose von Michelangelo in San Pietro in Vincoli (1737).

Schiller stellt in diesem Text seine eigene Interpretation der biblischen Geschichte des Auszugs aus Ägypten dar und beginnt seine Schilderung bei der Gefangennahme der „Hebräer“. Diese werden zunächst zu Arbeit gezwungen und vom Pharao ausgenutzt, werden aber trotzdem immer mehr und mehr. Um einer Revolte zu entgehen, zwingt sie der Pharao schließlich in die Isolation von den Ägyptern. In dieser Isolation breitet sich unter den Hebräern die Krankheit Aussatz aus, die zum einen dazu führte, dass die Ägypter von ihnen abgestoßen waren und zum anderen zu einem sittlichen und intellektuellen Verfall der Israeliten führte.
Mose schließlich kommt die Rolle zu, sein Volk zu retten: Er wird von seiner Mutter durch einen Trick in die Obhut der Tochter des Pharaos gegeben und am Hof erzogen, später geht er in die Schule bei den Priestern und lernt die „Mysterien der Isis“ kennen, die nur einem eingeweihten kleinen Kreis von Priestern bekannt war. In diesen Mysterien wird die Lehre von der einen allmächtigen Gottheit und der Unsterblichkeit der Seele seit Jahrhunderten bewahrt. Da dieses Geheimnis den Menschen durch den Verfall der Werte so fremd ist, hat nur ein kleiner Kreis Zugang zu ihnen.
Trotzdem sieht Mose, dass sein Volk leidet, und tötet schließlich einen Aufseher, sodass er in die Wüste fliehen muss. In dieser Wüste denkt er sich einen Plan aus, um sein Volk aus der Gefangenschaft zu führen: Zunächst erfindet er auf Basis der Gottheit aus den Mysterien einen neuen Gott, Jehova, der zwar der einzige Gott sein soll, aber dessen Geschichte allerlei „Aberglauben“ enthält. Von diesem Gott erzählt Mose seinem Volk und gibt ihm damit genügend Mut, aus dem Land zu fliehen. Auch die alttestamentliche Gesetzgebung ist demnach mit diesem erfundenen Gott begründet, aber eigentlich nur eine Wiedergabe der Vernunftgesetze aus den Mysterien.

## Rezeption
Der Text wurde von Literaturwissenschaftlern lange als marginales Werk eingestuft, als bloße „resümierende Paraphrase von Reinholds Buch“ und ist nicht in allen Gesamtausgaben von Schiller zu finden. Dieter Just sieht in dem Werk einen antisemitischen „Abgrund“, der allerdings bisher kaum beleuchtet sei. Er sieht Schiller im Zusammenhang mit einer Debatte innerhalb der deutschen Intellektuellen und im Besonderen im Zusammenhang mit einem Streit zwischen Immanuel Kant und  William Warburton um die Frage, inwiefern das Alte Testament als Ausgangspunkt für eine grundsätzliche Kritik am Judentum herhalten kann und ob es sich bei den Juden um „das roheste, das bösartigste, das verworfenste Volk der Erde“ handele.
Der wahre Gott der Vernunft sei demgemäß bei Schiller der Gott der Deisten und dieser Gott hätte daher an die „Dummheit und Bösartigkeit“ der Hebräer angepasst werden müssen. Trotzdem sei bemerkenswert, dass Mose trotz dieses Antisemitismus als der „Vater der modernen Aufklärung“ gesehen wurde, wodurch er gleichzeitig Kritik an den vorhandenen Religionen geübt habe: Der von Mose in den Mysterien gefundene Gott sei sogar älter als der Gott der Bibel und damit auch älter als der Gott, der zur Zeit Schillers in den Kirchen angebetet wird. Um eine direkte Kritik an den Kirchen zu vermeiden und insbesondere den Blasphemiegesetzen zu entgehen, habe Schiller eben die Kritik direkt auf das Judentum bezogen.
Die Tradition, in der er sich damit befand, ist demnach die kantische Kritik an dem Judentum, das demnach nicht einmal eine Religion sei, weil es keinen Jenseitsglauben gebe.

## Druckausgabe
- enthalten in: F. S., Kleinere Prosaische Schriften. Aus mehrern Zeitschriften vom Verfasser selbst gesammelt und verbessert. Reihe: Bibliotheca Anna Amalia, 10. Süddeutsche Zeitung Neue Produkte, München 2007, ISBN 3-86615-414-3 (Mit 251 Seiten)[6]